# SILENT HILL: BOOK OF MEMORIES
『サイレントヒル ブック オブ メモリーズ』 (SILENT HILL: BOOK OF MEMORIES) は、コナミデジタルエンタテインメントから発売されたPlayStation Vita用ゲームソフト。『サイレントヒル』シリーズの番外編に当たる内容で、過去のシリーズ作品に登場した不気味なクリーチャーたちを次々と倒しながら広大なダンジョンを攻略していくハックアンドスラッシュ形式のアクションRPG。日本国外では2012年10月31日に発売。日本語版は2013年2月14日に発売され、シリーズで初めて日本語吹き替えがされている。

## ゲーム概要
探索型のホラーアドベンチャーのシリーズ作品であった『サイレントヒル』のプレイスタイルを大きく変更したスピンオフ作品で、従来作品の要素に新しい取り組みを加え、より好戦的な内容のアクションRPGとして制作された。不気味なクリーチャーが隠れ潜む世界を慎重に進んでいくという要素は従来作品を継承しているが、従来作品と異なり、本作においては恐ろしいクリーチャーたちから逃げ回ることは許されず、数多のクリーチャーを蹴散らし、パラメーターの成長や装備の充実化で主人公を強化し、より強力なクリーチャーに挑んでいくという、シリーズ内でも異色の、戦闘を中心としたハックアンドスラッシュ的なスタイルのゲームとなっている。
主人公は一般人という設定だが、睡眠中に見る「悪夢の世界」の中では、過去作において太刀打ちできない強大な敵として描かれていたクリーチャーたちを上回る超人的な力を与えられており、銃火器や刀剣、鈍器や殺傷力のある電動工具、身長を超える長さの巨大武器、魔法や必殺技などを駆使しながら、延々と続くダンジョンを先へ先へと進んでいく。また、主人公は悪夢の世界の中でクリーチャーに殺されても死なず、進行状況はそのままに特定地点から復活（アップデート後）するなど、シリーズ本編とは設定が大きく異なっている。雑魚キャラクターとして登場する敵の多くは過去作に登場したクリーチャーとなっており、集結した歴代クリーチャーとの戦いが本作の売りとなっているが、クリーチャーの動きなどを従来作品に忠実な形で再現すると本作の作風に適合せず爽快感に欠けるという理由から、各クリーチャーのコンセプトは重要視しつつ、従来のモーションとは異なる新しい見せ方をするという方向性のアレンジが図られている。また、ピラミッドヘッド（レッドピラミッドシング）、ゴースト、ロウショックなど原作では倒せなかったクリーチャーも本作では普通に撃破可能な雑魚キャラクターとして登場するなど、クリーチャーの性質も変更されている。
ゲーム画面は俯瞰視点で、自動でマッピングされるランダムダンジョン形式であり、ローグライクゲーム的な側面を持つ。町や拠点にあたるマップは存在せず、プレイヤーはひたすらダンジョンをクリアして進めていく。従来と違ってムービーによるストーリー描写はオープニングなどの一部を除いて存在せず、物語は基本的にダンジョン内で拾うメモを読んだり、「放送番組」と呼ばれる断片的な音声によって語られる形式で進行する。シリーズの舞台であるサイレントヒル自体は本作の本編中は登場せず、シリーズ過去作とのストーリー上の直接的な繋がりはないものの、ゲーム中で入手するメモとして読むことができるテキストには過去作の出来事を示唆する記述も綴られている。
本作は携帯用ゲーム機であるPS Vitaの特性を生かした『サイレントヒル』を作るというコンセプトから、短い時間区切りでも遊べることや、友人や世界中のプレイヤーと協力して遊べるという要素も重視されている。このため本作はシリーズで初となる4人までのマルチプレイに対応しており、アドホック通信やインターネット回線を介して他のプレイヤーと協力してダンジョンに挑むことができる。マルチプレイ中はVoIPによるボイスチャットを利用することが可能で、設定でオンオフを切り替えることができる。また、前面タッチパネル（タッチスクリーン）や背面タッチパッドなど、PS Vitaの機能を使った操作も数多く取り入れられている。なお据え置き型のPlayStation Vita TVには対応していない。
2013年4月にはアイテムやクリーチャー、その他やり込み要素を追加するダウンロードコンテンツ（DLC）「最恐パック」が有料配信された。
2019年2月にはPlayStation Plus有料会員向けのフリープレイ無料（定額制）配信タイトルとして、本作が配信されている。なお、PS Plus会員向けのPlayStation VitaおよびPlayStation 3用ソフトのフリープレイ配信はこの回が最終回となっており、本作が同サービスで配信された最後のPS Vita専用ソフトとなった。

## システム

### キャラクター関係

#### 主人公のカスタマイズ
今作の主人公は外見のパーツを組み合わせて自分だけのキャラクターを作ることができる。男性・女性それぞれタイプAからEまでのプリセットされたキャラクターが合計10人用意されているものの（「#ジョークエンドの登場人物」も参照）、パーツの自由な組み替えやカラーリングの変更が可能。設定項目は名前、性別、スタイル（声・体格・服装）、顔、肌の色、髪型、髪と服装のカラーリング、装飾品。装飾品には頭と顔の2種類があり、それぞれ帽子や眼鏡を装備可能。装飾品はゲーム内の「ハワードのショップ」から購入することで項目が増えていく。
ゲーム開始後に変更可能なのは髪型、髪と服装のカラーリング、装飾品のみだが、ゲーム内で購入できるアイテム「変身ストーン」を消費することで、名前や性別を含む全ての外見項目を作り直すことが可能。
主人公の性別によってストーリーの一部展開や本に記される姿が変化する。また、性別やスタイルに応じて声やチャット（協力プレイ時などに他プレイヤーに送ることができるメッセージ）の口調が変わる。
ダウンロードコンテンツ (DLC) 「最恐パック」を導入すると、選択可能な外見として男女それぞれタイプがFからIまでのキャラクターが追加されるほか、過去作の主人公であるジェイムス、ヘザーを選択することが可能になる。

#### ステータス
本作では、一般的なコンピュータRPGのように戦闘経験値を貯めて主人公のレベルを上げ、能力値を強化していく仕様になっている。
レベルが上がるごとに2ポイントが与えられ、6種類のうち任意の能力値に割り振ることができる。能力値の強化の上限値は最大25で、レベルは最大50。ただしDLC「最恐パック」を購入することで最大レベルが70に増加する。
工芸品を装備させることで能力値を上限以上まで強化できる。レベルを上げることで装備品のスロットが解放されて多くの工芸品を装備できるようになり、最大レベルまで上げれば8個まで装備可能となる。スロットの枠にはそれぞれ相性の良い能力値が割り振られており、対応する能力値を強化する効果を持つ工芸品を装備することでボーナスを得られるが、スロットの枠の内容は主人公のタイプによって異なる。
STR / パワー
攻撃力、パワー技使用に必要な宝玉の蓄積の速さ。
DEX / 器用さ
近接攻撃の性能、ブロック時の防御力、移動速度。
VIT / 体力
近接攻撃に対する抵抗力、体力パック使用時の回復力。
AGI / 敏捷性
射撃の性能、攻撃回避の性能。
MND / 精神力
カルマ能力発動時の持続力、特殊攻撃への抵抗力。
INT / 知力
特殊武器の性能、トラップ回避能力。

#### カルマメーター
主人公の属性を示すメーター。
敵クリーチャーの多くは「血」または「光」の属性を持っており、「血」の属性を持つクリーチャーは白い血を、「光」の属性を持つクリーチャーは赤い血を流す。クリーチャーを倒すと血だまりが床に広がり、これを踏むことでカルマメーターが変動する。「血」属性のクリーチャーを倒して白い血だまりを踏むとメーターが右に進み、「光」の属性が強まる。「光」属性のクリーチャーを倒して赤い血だまりを踏むとメーターが左に進み、「血」の属性が強まる。属性が強まると同じ属性のクリーチャーは主人公を襲わなくなったり、違う属性のクリーチャーを主人公と一緒に攻撃することもある。
カルマメーターを一方向に溜めることによって後述のカルマ能力が使用可能になるほか、カルマメーターの属性によって手に入るメモやゾーン中の放送の内容、主人公が望みが変化する。また、それに応じてエンディングも分岐する。
クリーチャーの中には、まれにヴァルティエルから与えられるミッションなどに登場する「鉄」属性のクリーチャーもある。この属性のクリーチャーは倒してもカルマメーターに影響しない。

### 戦闘
ゾーン内の各部屋にはクリーチャーが待ち構えており、戦闘はリアルタイムのアクション形式で行われる。

#### 攻撃アクション
戦闘方法は基本的に左手（□ボタン）と右手（△ボタン）によって攻撃を行うようになっており、使う武器によっては片手と両手を使い分けていくことになる。
また、攻撃ボタンの操作方法によっては、ヘビーアタック、コンボアタックや処刑、虐殺と言った特殊なアクションを行うこともできる。
ヘビーアタック
近接武器の装備時に、攻撃ボタンを長押ししてから離すことで発動する強攻撃。ダメージが高く、敵クリーチャーを怯ませる効果がある。
通常攻撃に繋げていくことも可能。
ただしボタンの長押し中は移動を行うことができない。
コンボアタック
近接攻撃が当たる瞬間に合わせてタイミング良く次の攻撃を繰り出すことで成立する連続攻撃。
単純にボタンを連打するだけでは成立せず、また武器の攻撃モーションによって成功するタイミングが異なるため、狙ってタイミングを合わせる必要があるが、成功するとキャラクターが光り、画面の左側に数字が表示され、コンボが繋がったことを知らせる。
何度も繰り返して繋げていくことでダメージが増加していく。
処刑 / 虐殺
コンボを一定回数まで繋げることで発動可能になる一撃必殺の攻撃。5回以上のコンボで目の前のクリーチャーを攻撃する「処刑」、10回以上のコンボで全周のクリーチャーを攻撃する「虐殺」の発動が可能になり、条件を満たした状態で画面の指示に従う（○ボタンを押す）と発動する。
これらの攻撃で倒されたクリーチャーは大量の血を噴出しながら絶命し、主人公がこれを浴びることで普通に倒すよりも多くのカルマゲージを満たすことができる。
攻撃力が低めの武器を使ったとしても、ほとんどの敵クリーチャーを一撃で倒すことができるが、守護者（ボスキャラクター）や処刑攻撃に対する耐性を持った一部のクリーチャーには大ダメージを与える程度。

#### 防御と回避
防御ボタン（×ボタン）を長押しして防御態勢を取ることで、クリーチャーの攻撃によるダメージをある程度軽減することができる。また、クリーチャーの攻撃が当たる瞬間に合わせてタイミングよく防御を成立させることで、クリーチャーを跳ね飛ばして態勢を崩し、反撃の隙を作ることができる。このほか、防御中に移動の操作を行うことで、短距離を瞬間的に移動して間合いを取ったり敵クリーチャーの攻撃に回り込んだりする「回避」アクションを行うことができる。
ただし防御は瞬間的には成立せず、防御ボタンを押してから防御の態勢を取るまでのモーションに隙があり、また攻撃モーションにはキャンセルして防御態勢を取ることができない期間が存在するため、状況によっては防御が間に合わないこともある。また、クリーチャーの中には防御では防げない掴み攻撃を持つものや、防御の上からでも高いダメージを与えられる攻撃を持つものもあり、確実な防御手段とはならない場合もある。
主人公のDEX（器用さ）が高いほど防御時の防御力が高まり、AGI（敏捷性）が高いほど回避動作の移動距離が長くなる。

#### パワー技
HPメーターの下に表示されている「宝玉」のゲージを消費することで使用できる攻撃技。Rボタンを押しながら、技ごとに異なる所定の操作を行うことで発動する。通常攻撃よりも強力かつ広範囲な攻撃や、特殊な効果を与える攻撃を放つことができるが、宝玉を使い切ってしまうと使用不能になる。消費した宝玉はクリーチャーを倒すことで補充され、主人公のSTR（パワー）が高いほど補充が早まる。また、主人公のレベルを上げることで宝玉のストックが増え、連続使用可能な回数が増えていく。使用可能な技はショップで新しい技を購入することによって習得していく。
360°アタック
装備中の武器で回転斬りをし、全周方向の敵クリーチャーにダメージを与える攻撃技。素手の状態では使用できず、銃器や一部の特殊武器も同様に使えない。
大鉈やブギーマンハンマーなど、リーチの長い大型武器を装備して使えば広大な範囲を攻撃できる。
チャージタックル
前方に向かって突進し、直線状にいる敵クリーチャーにダメージを与える攻撃技。吹き飛ばす効果があるため、トラップに誘導すると言った方法を取ることができる。
フラッシュバースト
懐中電灯で勢いよく発光させ、部屋内にいる全ての敵クリーチャーを一時的なスタン状態にする技。多数の敵に囲まれた状況から各個撃破が可能な状況に持ち込んだり、安全に背後に回り込んだりできる。守護者（ボスキャラクター）には無効。
HPサイフォン
他のキャラクターにHPを移し、瀕死の仲間を回復する技。複数プレイヤーでの協力プレイ時でのみ使用可能。
カルマフリップ
クリーチャーの属性を変換する技。光属性と血属性を入れ替えることができるため、カルマメーターの調整に役立つ。鉄属性のクリーチャーには無効。
プッシュフォース
全周方向に衝撃波を発生させ、近くにいるクリーチャーを吹き飛ばして遠ざけつつダメージを与える攻撃技。
ウェポンブレーカー
装備中の武器を敵クリーチャーに突き刺し、一定時間ダメージを与え続ける攻撃技。発動に使用した武器は耐久値に関わらず砕け散って破棄される。

#### カルマ能力
一定量まで溜めたカルマメーターを消費することで使用できる「魔法のような能力」。発動すると一定期間持続し、その間主人公はクリーチャーからの攻撃ではダメージを受けなくなる。雑魚クリーチャーが出現する場所でのみ使用でき、守護者（ボスキャラクター）との戦いでは使用できない。
敵クリーチャーの体力を吸って回復する光のカルマ能力、血の力で攻撃する血のカルマ能力の二つのタイプが使用可能。光のカルマ能力を使用する為にはカルマメーターの光属性を、血のカルマ能力を使用するためには血属性を、それぞれ発動に必要な目盛りまで溜めなければならない。使用にはPlayStation Vitaのタッチ操作を用い、発動には前面タッチパネル（タッチスクリーン）を、標的や攻撃範囲を定めるには背面タッチパッドを操作する必要がある。
ゲーム開始直後には使用することができず、主人公のレベルが上がっていくことで新たなカルマ能力を習得していく。また主人公のMND（精神力）の値が高いと発動時間が向上する。
血のカルマ能力
いずれも攻撃に特化されており、光のカルマ能力よりダメージが高い。
集中攻撃
発動すると背面タッチパッドのシングルタッチに反応するカーソルが現れ、カーソルに重なっているクリーチャーに対して継続的なダメージを与える。血属性のカルマメーターが1目盛り分必要。
ビーム
発動すると背面タッチパッドのマルチタッチに反応するカーソルが現れ、2つのカーソルに挟まれた直線状の範囲上にいるクリーチャーに連続したダメージを与える。血属性のカルマメーターが2目盛り分必要。
燃焼攻撃
発動すると背面タッチパッドをシングルタッチした位置に円形の領域が現れ、領域上にいるクリーチャーにダメージを与える。領域の範囲は、タッチした位置からのドラッグ操作で拡大縮小が可能で、狭いほど高いダメージを与える。血属性のカルマメーターが最大値の時のみ発動できる。
光のカルマ能力
それぞれの攻撃範囲は血のカルマ能力と似ているが、与えられるダメージははるかに低く、そのかわりに主人公のHPを回復させる効果を持つ。
自己治癒
発動すると背面タッチパッドのシングルタッチに反応するカーソルが現れ、カーソルに重なっているクリーチャーから継続的にHPを吸収する。光属性のカルマメーターが1目盛り分必要。
治癒恩恵
発動すると背面タッチパッドのマルチタッチに反応するカーソルが現れ、2つのカーソルに挟まれた直線状の範囲上にいるクリーチャーからHPを吸収し、また複数プレイヤーでの協力プレイ時、範囲上にいる他のプレイヤーにHPを分け与える。光属性のカルマメーターが2目盛り分必要。
一斉治癒
発動すると背面タッチパッドをシングルタッチした位置に円形の領域が現れ、領域上に主人公がいればHPを継続的に回復し、また領域上の敵クリーチャーをスタン状態にする。複数プレイヤーでの協力プレイ時には、領域上にいる他のプレイヤーのHPも回復できる。領域の範囲は、タッチした位置からのドラッグ操作で拡大縮小が可能で、領域が狭いほど回復量が増加する。他の光のカルマ能力と異なり領域に敵クリーチャーを巻き込まなくてもHPを回復でき、部屋内のクリーチャーを全て倒した後からの使用も可能だが、他のカルマ能力同様、最初から雑魚クリーチャーが出現しない場所では発動できない。光属性のカルマメーターが最大値の時のみ発動できる。

### 探索
物語は基本的に主人公の夢の中の世界という設定のダンジョンの中で進行し、ダンジョンの中に点在する「メモ」「放送番組」などの手段によって、主人公を取り巻く現実世界の状況やストーリーが語られる。

#### ゾーン
各ダンジョンは「ゾーン」と呼ばれ、それぞれのゾーンで目的を果たしてゴールに辿り着けばクリアとなるステージクリア型のゲームである。クリアしたゾーンは再挑戦可能だが、マップの構造は都度変わる。3ゾーン毎にエリアが変化し、それぞれのエリアの最後にはボスとなる「守護者」が待ち受け、これを倒すことでストーリーが進行する。ゾーンのエリアは炎、森、光、大地、水、血、鉄の7つ。主人公のHPが尽きると死亡し、図書館でセーブした場合はその時点から、していない場合はゾーンの最初からやり直しとなる。アップデートにより、死亡しても武器や記憶の欠片（ゲーム内通貨）、進行状況は失われず、更にコンティニュー画面とロードを挟まずすぐに復活できる仕様に変更されたが、死亡時に持っていた消費アイテムは数が減る上に、それまで集めた鍵と共に前に死んだ場所に置き去りになっているため、回収しなければならない。
各ゾーンのマップは扉で仕切られた部屋と、部屋と部屋を結ぶ通路で構成されている。ゾーン内は戦闘以外にも罠などの様々な仕掛けが用意されている。扉の中には鍵が必要なものがあり、ゾーン内の部屋を探索して、戸棚などに隠された鍵を探し出さなければ進めない。ゾーン内には「チャレンジオーブ」と呼ばれる仕掛けが点在しており、オーブを壊すことで発生する戦闘に勝利してパズルのピースを集め、ゴールに設置されているパズルを解かなければ次のゾーンに進むことができないようになっている。また、ゾーン入り口ではヴァルティエルにミッションを課せられ、これをこなすことで報酬が貰えるなど、謎解き要素が多いのも今作の特徴である。ゾーン選択画面ではミッション達成の有無、クリア回数、死亡回数がゾーン毎に記録される。ただし本編クリア後のゾーン22以降はクリア回数と死亡回数は記録されない。
炎のゾーン（ゾーン1 - 3）
溶鉱炉の上に立つ廃工場のような内装のゾーン。
森のゾーン（ゾーン4 - 6）
山道で結ばれた山小屋のような部屋が続くゾーン。
光のゾーン（ゾーン7 - 9）
教会堂のような内装のゾーン。
水のゾーン（ゾーン10 - 12）
廃墟化した高層集合住宅のような内装のゾーン。
大地のゾーン（ゾーン13 - 15）
洞窟のような内装のゾーン。
血のゾーン（ゾーン16 - 18）
血管や筋肉、内臓、骨といったイメージが張り巡らされたグロテスクな内装のゾーン。
鉄のゾーン（ゾーン19 - 21）
金属と歯車のイメージに彩られた内装のゾーン。
全100以上のゾーンが用意されているが、実際は本編はゾーン21でエンディングを迎える。以降は本編のストーリーとは関係ないやり込み要素にあたるエクストラダンジョンであり、ランダム生成されたマップをひたすら攻略していく。配置されたメモや放送番組、忘れられた部屋などゾーンの内容自体は本編で登場したものが不規則に流用され、3ゾーン毎に守護者が登場するのも同じ。なお、トロフィー取得のために踏破する必要があるのはゾーン100までだが、トロフィーとは関係ないやり込み要素のためにゾーン101以降の階層も存在する。

#### スペシャルルーム
主人公にとっての現実世界にある自室や、主人公が睡眠中に冒険する裏世界（ダンジョン）に存在する小部屋などのことを指す。
ダンジョン内にはアイテムなどが配置されている小部屋や、条件を満たすことでカルマが得られる忘れられた部屋が存在する。一度訪れたタイプの小部屋はルームリストに登録され、トロフィーに関連した収集要素となっている。

##### 自室
寝室
主人公が住むアパートのワンルーム。ゾーン毎のスタート地点とゴール地点の向こう側に見えており、この部屋から出発し最後に戻ってくるまでを繰り返す形でゲームが進行する。プレイヤーが主人公を操作して寝室内を探索することはできないが、タイトル画面では主人公がノートパソコンを操作したりベッドに横たわるなどで過ごしている姿が見える。
進行具合によって内装が変化する。

##### 小部屋
図書館
進行状況を記録するセーブポイント。
主人公が死んでもセーブしていればこの場所で復活し、ゲームを再開することができる。
ハワードのショップ
武器、工芸品、アイテム、装備品などが購入できる店。
技の購入やリュックサックの強化も行える。
道場
さまざまな刃物類が置かれている部屋。
主にナイフ、肉切り包丁、日本刀、大鉈が置かれている。
工芸品ルーム
自然的かつ精神的な武器（工芸品）が置かれている部屋。
様々な工芸品をランダムで一つだけ得ることができる。
倉庫
一般で扱われる道具や資材などが置かれている部屋。
主にナイフ、木材、消防斧、バール、ツルハシ、丸鋸、削岩機が置かれている。
射撃場
さまざまな銃器類が置かれた小規模の射撃場のような部屋。
主にハンドガン、ショットガン、サブマシンガン、アサルトライフル、火炎放射器が置かれている。
怪物小屋
エイリアン (UFO) や悪霊（ドクロ）と言った一風変わったものが置かれている見世物小屋のような部屋。
主に、木材、ハイパースプレー、スタンガン、ギター、ブギーマンハンマーが置かれている。
備品室
銃弾パックや体力パック、リペアキット等が置かれている部屋。
宝庫
ゲーム内通貨となる記憶のかけら (MR) が置かれている部屋。
ブーストルーム
床面にルーレットが設置されている運試しの部屋。輪の中に足を踏み入れた主人公を一時的に強化する何らかの能力が得られる。
ルーレットを止めた位置によって強化される能力は異なる。ブーストルームで手に入れた力は、手に入れたゾーン内で1回のみ使用できる。

##### 忘れられた部屋
何かしらのイベントが存在する部屋。部屋にある像や物品の何かを破壊するか、あるいは何もせずに見守るか、といったプレイヤーの行動に応じて血、中性、光の三つの結果が用意されており、結末によって入手したメモの属性を変化させる。各部屋のイベントが何を意味しているのかは、DLCで追加されるメモ「ミッシェルの日記」の中で示唆されている。
泣く子
幼い女児が泣いている部屋。女児は追いかけると逃げ回る。炎のゾーンに出現。
理想の家族
荒地と化した公園で、我を忘れて土曜の午後を楽しもうと言う一組の家族の像が置かれている部屋。両親の像は破壊可能。大地のゾーンに出現。
邪悪な赤ん坊
一件何の変哲もないベビーベッドに寝ている赤ん坊がいる部屋。ベビーベッドは破壊可能。水のゾーンに出現。
偽の敵
クリーチャー（ナース）に囲まれて恐怖におののく少女の蝋人形が置かれている部屋。クリーチャー、および少女の蝋人形は破壊可能。森のゾーンに出現。
場合によっては稀にナースが出現することがある。
捕われた女
見かけない顔の頭のおかしな女が独房で何かを激しく呟いている部屋。女はチャットメッセージに対してリアクションを返す。独房を武器で攻撃することも可能。血のゾーンに出現。
場合によっては銃弾パックや体力パックを得られる。
テレビ
悪夢の様子を捉えた監視カメラとプレイヤーの動向をレポートする音声が聞こえる部屋で、破壊可能なテレビが無数に置かれている。光のゾーンに出現。
歪んだ音
廃墟と化した質屋で、様々な音声がそれぞれの主張を叫んでいる部屋。それぞれの音声の発信源となっている物品が破壊可能。鉄のゾーンに出現。
ホスピス (DLC)
顔色の悪い、巨大な女性型のクリーチャー（ナース）が横たわっている病室。ルームに入ると背面タッチパッドで操作可能なカーソルが出現し、クリーチャーに触れて撫でる操作が可能になるほか、クリーチャーを武器で攻撃することも可能。
家族の肖像 (DLC)
4世代に渡る、どこかの家族の肖像画が飾られている部屋。肖像画の手前に置かれている置物を攻撃することで肖像画の順序を入れ替えることができる。

#### トラップ
ダンジョン内の部屋にランダムで配置されている仕掛け。床（地面）に同化する形で常に隠れており、事前に見つけることはできない。主人公または敵クリーチャーが近くを通過すると表示されて発動する。能力値（主にINTとDEX）をある程度上げておくことで、表示されてから発動するまでのタイミングを遅らせたり、素早く範囲から遠ざかるなどして回避することが可能となる。
盾の仕掛け
仕掛けに乗った主人公または敵クリーチャーを一定期間だけ無敵（ダメージを受けない）状態にする。
無敵状態になったキャラクターは青い光に囲まれる。仕掛けによって無敵状態になっているキャラクターがいる間はその効果が切れるまで発動しなくなる。主人公が乗れば敵クリーチャーに対して優位に立てるが、先に敵クリーチャーに乗られると窮地に陥る。
血の仕掛け
血溜りのような物が浮き出る仕掛け。
仕掛けを作動するとカルマメーターを血に傾けている場合は回復し、光に傾けている場合はダメージを受ける。
使い方によっては回復ポイントとして利用することができる。
光の仕掛け
光を帯びた紋様が浮き出る仕掛け。
仕掛けを作動するとカルマメーターを光に傾けている場合は回復し、血に傾けている場合はダメージを受ける。
血の仕掛けと同様、回復ポイントに利用する手もある。
ジョーズの罠
トラバサミの仕掛け。
仕掛けが作動すると挟まれてダメージを受ける。
槍の仕掛け
多数の槍が飛び出る仕掛け。
仕掛けが作動すると串刺しにされてダメージを受ける。
スローな仕掛け
歯車のような紋様が浮き出る仕掛け。
仕掛けが作動すると紋様の中にいる間だけ動きが1/10のスピードになる。攻撃や防御のモーションも遅くなるため、仕掛けの外にいる側は一方的に連続攻撃を浴びせることができる。
毒の仕掛け
毒々しい霧とともにドクロのマークが浮き出る仕掛け。
仕掛けが作動すると一定時間HPが残り10の状態になるため、この間に攻撃を受けるとわずかなダメージが致命傷になる。時間が経てば元のHPに戻る。
敵クリーチャーに囲まれた状況で主人公が掛かれば一瞬でゲームオーバーになる危険性があるが、敵クリーチャーを罠に誘い込めばHPの高い相手を一撃で倒せるチャンスにもなる。

#### メモ
ゾーン内で手に入るテキストファイル。主にストーリーはこのメモと後述の放送番組で語られる。
世界設定の補足となるフレーバーテキスト的なメモのほか、主人公を取り巻く現実の出来事を記したメモなどが存在する。後者には主人公のカルマメーターやゾーン内での行動によって、書かれた内容がポジティブな「光」、ネガティブな「血」にそれぞれ変化するものと、内容を変化させる方法のヒントが書かれたものが存在する。プレイヤーはヒントのメモに書かれた現実世界の出来事の内容から「ゾーン内では射撃武器を撃たない」などの隠されたメッセージを解読し、メモを入手したゾーン内でメッセージの内容を実践する、あるいは反した行動を行うことで、内容が変化するメモを「光」や「血」に書き換えることができる。なお、入手後もゾーンに再挑戦して入手し直すと最新のものに上書きされるほか、忘れられた部屋の結果でメモが書き換わることもある。
各エリアのボスキャラクターとなる守護者を撃破すると、エリア内で入手したメモの属性（主人公のカルマメーターも影響）に応じてそのエリアのエピソードの結末を描くメモが手に入る。光のメモを多く持っていれば明るい光の結末、血のメモを多く持っていれば陰惨な血の結末となり、主人公を取り巻く現実世界の出来事が変化する。場合によってはどちらでもない中性のメモが出ることもある。
ラストボスを撃破するまでに守護者から入手したメモに応じて、エンディングが変化する。また、トロフィーに関連した収集要素にもなっている。

#### 放送番組
ゾーン内のテレビが置かれた部屋のクリーチャーを全滅させると、テレビが点いて音声が流れる。
主に主人公にとっての現実における過去の出来事で、主人公と関わりある人物や主人公自身の会話音声を聞くことができる。一度聞いた放送はメニュー画面の放送リストから再生可能で、トロフィーに関連した収集要素にもなっている。
流れる音声は主人公のカルマメーターやメモの状況に応じて変化する。

## ストーリー
主人公の誕生日にどこか奇妙な装飾が施された「本」が送られてくる。送り主の住所はサイレントヒルとなっているが、サイレントヒルに知り合いはおらず、送り主の心当たりはない。「本」の中には自分の過去の出来事が詳細に記されていた。主人公は試しに自分の望む通りに「本」の内容を書き換えてみる。その後、眠りに就いた主人公は悪夢をみる。異形のクリーチャーが蔓延る世界を解き進めて目を覚ますと、自分が「本」を書き換えた通りに現実も変化していた。
「最高の誕生日プレゼントだ」
その「本」に魅了された主人公は次々と現実を思うがままに変えていく。
劇中における現実世界の出来事は、主人公が悪夢の世界を探索し、「本」に書き加えられた断片的なメモの内容を拾い読む形で語られていく。主人公は勤務先の先輩の昇進を取り消して自分の昇進をものにし、友人の交際相手を自分と付き合うように仕向け、恋敵である友人を厄介払いする。「本」を使って現実を書き替えようとするたびに、主人公は悪夢の中でクリーチャーが蔓延る迷路を探索し、武器や魔法のような力を駆使して戦い、その奥で「守護者」と呼ばれる巨大なクリーチャーと対決することになるが、主人公はこれを単なる妄想であり、「本」を使ったことによる副作用だと割り切って考える。
ところが現実世界では、主人公に不信感を抱いてその身辺を調べ回る顔見知りの警察官グレアムと、主人公とは別の「本」の所持者である犯罪者メリックという人物が、互いに対立しながらも、共に主人公を狙ってその身辺に姿を現すようになる。主人公は「本」の力を使ってグレアムの注意を自分から逸らし、自分の命を狙ってきたメリックを始末する。しかしグレアムを退けるために「本」の力で現実を書き換えようとしたメリックの策略は、既に主人公の家族へと及んでいた。
主人公は悪夢の世界の中で、知らずうちに自分の妹が妻子あるグレアムと恋人同士になり、肉体関係を持たされていたことを知る。主人公は「本」の力を使って妹を取り巻く現実を書き換えようとするが、その過程で自分の知らなかった妹の内面を覗き見ることになり、今までの悪夢が自分の妄想などではなく、自分の身の回りの人物たちが人生に求めているものを否定し、主人公が思うように書き換える過程で起こっていた戦いであったことに気がつく。
主人公は他の「本」の所持者によって自分自身の人生を書き換えられる前に、自分自身の「守護者」と対決しなければならないと考える。主人公自身の守護者である「鉄の守護者」と対峙した主人公は、それを自分の人生を破滅させる者と断じ、戦いによって決着をつける。
主人公は「本」を処分する、もしくは完全に自分の制御下に置くことを試み、その結末はそれまでの主人公の行動によって分岐するが（詳細は「#エンディング」を参照）、いずれの結末にせよ主人公が破滅する形で本編は幕切れを迎える。ただしプレイヤーがそのままゲームを続行すれば、悪夢の世界の探索はいつまでも続き、その中で本の出自と来歴にまつわる情報を拾い集めていくことになる。

## 登場人物

### 主要人物
主人公
本作の主人公であり、プレイヤーキャラクター。小売店に勤務している若者。
誕生日に自分のあらゆる過去が記された「本」が届き、その日の晩に悪夢を見る。その悪夢の中で「守護者」と呼ばれる怪物を倒すことで過去や未来の出来事を書き換えていく。
ハワード・ブラックウッド
主人公に本を届けた黒人の郵便配達員兼商人。
サイレントヒルに迷い込む様々な人を案内する。ただし、それが必ずしも正しい道なのかは分からない。
悪夢の中ではショップを経営しており、武器・工芸品・アイテム・装飾の売買を行う。

### 主人公と関わりある人物
本作ではほぼ悪夢の世界のみで進行し、現実世界での主人公の様子はほとんど描かれないため、以下のキャラは音声やファイルのみの登場である。
各ゾーン開始時のロード画面では、変化の対象となった人物の肖像画が表示される。

ケイティ・コリンズ/マシュー・コリンズ
主人公の想い人。主人公の高校時代に同じ学校に通っていた。
主人公が男性の場合にはケイティ、女性の場合はマシューが登場し、物語開始時点ではケイティはトレント、マシューはアシュレイと恋仲にある。
森のゾーンの主。森のゾーンで主人公のカルマゲージが「血」に傾いている場合、大学ではトレントやアシュレイとほとんど同じ講義に出席することになるが、関係が険悪になっていく。大学では保健科学クラスで70パーセント以上の成績を収めるという課題を出されており、主人公が森のゾーンで70パーセント以上のHPを維持できるか否かで属性が変化するメモがある。買い物をした時にプレゼントを買ってくれる異性を好ましく感じており、主人公が森のゾーン内のハワードのショップで散財すると「光」、散財しないと「血」に変化するメモがある。劇中の2010年5月に『THE FAILURE』（失敗）というタイトルの公演を見たという記録を残しており、森のゾーンにあるチャレンジオーブの成否でトレントやアシュレイとの関係が変化する。
森のゾーンの攻略を終えると 、「光」「血」いずれの結末の場合もケイティはトレントと、マシューはアシュレイと別れることになり、主人公との交際を始める。
トレント・ベーカー/アシュレイ・ベーカー
主人公の恋敵。トレントは作詞が趣味のミュージシャン志望で、アシュレイはダンスとテニスが特技。
森のゾーン開始時にはトレントはケイティの、アシュレイはマシューの恋人として登場するが、次第に喧嘩が絶えない険悪な関係となり、主人公が森のゾーンの攻略を終えた時点で別れる。
後に主人公に嫌がらせのメールを送りつけ、水のゾーンの主として再登場する。振られたことをきっかけに貯金を心がけているが、家が貧しく、幾つかの「血」のメモでは金策に苦労する様子が描かれている。主人公が水のゾーンでMRを倹約するとデートの準備にお金を使うことができるが、主人公がハワードのショップで散財すると「ダグのパーティー」で散財してしまう。劇中の2010年2月に『ザ・エクセキューションズ』（処刑）というタイトルの映画を見た記録を残しており、主人公が水のゾーンで処刑攻撃を繰り返すとトレントはフィットネスで、アシュレイは特技のテニスで成功するが、処刑攻撃の回数が少ないとボクシングの参加費やダンスの衣装で多額の出費を強いられることになる。ひとつのスキルだけを極めることで将来大成することに固執しており、主人公が水のゾーンで同じ武器を使い続けることで仕事の採用が決まるが、さまざまな武器を使うと家賃を滞納して立ち退きを迫られてしまう。
「光」の結末では新しい恋人ができるが、「血」の結末では事故で負傷して記憶喪失となる。
主人公がカルマメーターを「血」に傾けていた場合に入手できるメモには、トレントまたはアシュレイが「本」を所持していたものの、メリックに強奪されたという言及が登場する。
デレック・コープランド
主人公の二年先輩の同僚。真面目で実直な性格で、主人公が最初の悪夢を見た日に昇進した。
炎のゾーンの主。難問に直面しても逃げない性格で、依頼された仕事には責任感を持って前向きに取り組もうとしているが、それらは賞賛や報酬によって報われるべきだという価値観を持つ。
主人公が炎のゾーンでヴァルティエルの依頼を遂行すれば社内の売上コンテストで主人公と並んで入賞し、パズルでヒントレバーを使わなければ仕事内容を評価されるようになるが、主人公がヴァルティエルの依頼を達成できなければコンテストで圏外となり、ヒントレバーを使うと仕事能力が低下する。母親からは過労による燃え尽きを心配されており、主人公が懐中電灯を消して炎のゾーンを探索することで目覚まし時計が動作しなくなり仕事を休むことになるが、懐中電灯を常時点灯して探索したりカルマメーターを「血」に傾けたりすると、飲酒禁止という社内ルールを破って「ダグのパーティー」に参加してしまう。
「光」の結末では他の支店に転属させられて主人公が繰り上げで昇進を受けることになるが、「血」の結末では仕事が上手く行かず荒んでいき、辞表を出して退職する。
グレアム・レイノルズ
主人公の家族ぐるみの知り合いであり、職業は警察官。階級は警部。
妻ローレライとの関係は悪く、主人公の妹であるナオミと不倫の関係を結んでいるが、主人公はそのことを知らされていない。
脱走犯であるメリックを追っており、光のゾーン開始時には主人公の家の近くで張り込みを続けており、主人公が男性の場合は「奴」、主人公が女性の場合は「女」「あの子」と呼ぶ顔見知りを見張っている。主人公からは自分の持つ「本」の秘密を知られたのではないかと警戒されている。
光のゾーンの主。町を覆う影を追い払う「輝けるスター」（Shining Light）という称号を地域から受けており、かつては光輝く英雄であったという自負を持つが、かつて同僚を誤射したという疑いをかけられており、失意を紛らわせるためにナオミとの関係にすがっている。
主人公が光のゾーンを探索中に懐中電灯を使うとメリックの逮捕に成功し、カルマゲージと反対側の属性のクリーチャーを倒し続けることでメリックを逮捕したヒーローとして表彰を受け、カルマゲージを「光」に傾けることでチームを率いる能力の高さを評価されるが、主人公がカルマゲージと同属性のクリーチャーを一定数倒してしまうとメリックの潜伏先を間違えて突入する失態を犯し、懐中電灯を使わないとメリックを取り逃がしてしまう。
仕事に専念し凶悪な犯罪者を逮捕することが家族を守ることになるという価値観を持っているが、妻からは家庭を省みない人物として非難されており、医者からは仕事にエネルギーを無駄遣いしすぎていると指摘されている。主人公が光のゾーンで回復パックを節約し備蓄することで冷静になり、ナオミとの関係に未来がないことを悟るが、回復パックを無駄遣いするとナオミと結婚するために弁護士と相談して妻との離婚を本気で検討しはじめる。主人公がカルマゲージを「血」に傾けると8月24日にホテルで2人の部屋を予約し、職務中に一般市民（ナオミ）と不適切な関係を持っていたことを告発される。
「光」の結末では妻とよりを戻すが、「血」の結末では妻に浮気がばれてしまい、いずれにせよ主人公の動向を追うどころではなくなってしまう。後に大地のゾーン、血のゾーンで再登場する。
ジャック・メリック
脱獄囚であり、主人公と同じ「本」の所有者。グレアムら警察に追われている。同じく「本」の所有者である主人公の命を狙っている。
他の登場人物は通常ファーストネームで表記されるが、彼のみ何故かファミリーネームの「メリック」で表記される。
光のゾーンでグレアムが追う犯罪者として名前が登場し、後に大地のゾーンの主として再登場する。身体に「カルマはクソ野郎」（Karma's a bitch）という入れ墨を彫っており、主に大地のゾーンを終了した際の主人公のカルマゲージによって「光」と「血」の結末に分岐する。
「光」の結末ではまんまと「本」を入手し、鍵のかかっていない自動車を奪って逃走するが、警察に「本」を押収され証拠として保管されてしまう。「血」の結末では「本」を紛失し、逃走中に車3台を巻き込む自動車事故を起こし、グレアムによって逮捕されるが、警察官の暴行によって意識の戻らない植物状態になる。
かつて建物の破壊をきっかけに犯罪を重ねたり、銃器を使用した犯罪では無罪となった過去がある。大地のゾーンで主人公が破壊可能な障害物を破壊すると穏便に脱獄し、主人公が銃器を使用しなければ抵抗せずに逮捕されるが、主人公が障害物を破壊しなければ脱獄時に殺人を重ねることとなり、銃器を使用すれば警察官から激しい憎悪を向けられてしまう。
ナオミ
主人公の妹。19歳。英語版などではシャノン (Shannon) という名前になっている。
親子ほどに歳の離れたグレアムと不倫の関係を結んでいる。グレアムとの関係を知らされていない主人公からは、最近様子が不自然なことを心配されているが、母親からは交際を反対されている。
血のゾーンの主。中学校時代に登校を渋っていたことがあり、今まであまり同世代の友達と遊んだことがなく、劇中の時点では鬱病状態にある。主人公が血のゾーンでHPを一定以上に維持すれば鬱からの回復に前向きになり、懐中電灯を使わないようにすればグレアムとの関係に後ろめたさを感じて普通の交際に興味を持つようになり、ヒントレバーを活用してパズルを解けば、「ダグのパーティー」で年の近い男性と知り合いになる。一方、主人公が血のゾーンで懐中電灯を使うと、ナオミのことをお姫様のように扱うグレアムとの恋に盲目となってゆき、ヒントレバーを使わずに自力でパズルを解けばグレアムとの関係に溺れていく。また血のゾーンで破壊可能な障害物を一定数破壊すると飲酒運転を起こして警察に保護され、銃などの射撃武器を使うと8月24日に交通事故で頭蓋骨を損傷し意識不明の重体となってしまう。
「光」の結末では主人公の誕生日を祝うことを忘れていたことを詫び、仲直りの手紙を渡すが、「血」の結末では自分の人生に疲れ果て、さよならの手紙を残す。
ダグ
デレック、トレント、アシュレイ、ナオミに関するメモに名前のみ登場。パーティイベントの主催者。
各登場人物に自宅への道順を記した紹介状を送っているが、未成年であるナオミに「提供はしない」としつつも酒類の持ち込みを勧めている。
ミッシェル
DLCに登場。小学生時代の友人から「本」を渡されている。
「本」を日記帳だと思い込んでおり、日々の出来事を記録する。その内容は「忘れられた部屋」で起こる出来事の内容と一致する。
「光」の結末では不仲だった家族と和解するが、「血」の結末では「本」の秘密に気がつき、自分の欲望のために「本」を使うことを宣言する。

### ジョークエンドの登場人物
このエンディングではシリーズ過去作のキャラが多数登場する。
主人公一行
サイレントヒルを訪れた主人公とその仲間達。デザインと名前は固定。プリセットされている主人公の外見が与えられている。
マット
男性タイプE主人公。短髪の青年。純情な性格らしく、ケイティに想いを寄せているためにトレバーのナンパには嫌々付き合う。
デレック
男性タイプB主人公。眼鏡を掛けたベスト姿の青年。本編に登場するデレックと同名だが外見が異なる。語りが長い。
トレバー
男性タイプA主人公。パーカーを着た不良のような外見。スケベなことばかり考えている。最後はシビルに逮捕されてしまう。
ケイティ
女性タイプC主人公。女子高生のようなブレザーを着ている。本編に登場するケイティと同名だが外見が異なる。真面目な性格らしく、トレバーの態度に辟易している。
ベッカ
女性タイプB主人公。眼鏡を掛けている。風邪気味で、サンダーランド夫妻にくしゃみをかけてしまう。
ケイス
女性タイプE主人公。ショートカットの女性。日本語の台詞ではケイティと混同されている。同エンディングで唯一悪夢を見ていたことを伺わせる。
ハリー・メイソン
『サイレントヒル』（以下『1』）『プレイノベル版』『サイレントヒル シャッタードメモリーズ』（以下『SM』）の主人公。行方不明の娘をサイレントヒルでさがしている男性。今作では『SM』準拠で、眼鏡を掛けている。
シビル・ベネット
『1』『SM』のヒロインで、『プレイノベル版』『劇場版』の副主人公の警官。デザインは『1』準拠で「サイレントヒルまで来た甲斐があった」と評されるほどの美人だが、難癖をつけてトレバーを逮捕してしまう。
ジェイムス・サンダーランド
メアリー・シェパード・サンダーランド
『サイレントヒル2』『パチスロ版』の主人公のジェイムスとその妻メアリー。原作で語られた過去のように、夫婦で観光目的でサイレントヒルに来ている。ベッカにくしゃみを掛けられてしまい、ジェイムスは病弱なメアリーに感染らないか心配する。
ヘザー（シェリル・メイソン）
『サイレントヒル3』『リベレーションズ3D』の主人公。今作ではモーテルの受付である女の子。トレバーに目を掛けられるが、本人は観光客にうんざりしている。
トラヴィス・グレイディ
『サイレントヒル ゼロ』（以下『ZERO』）の主人公。トラックの運転手だが、ガソリン切れでトラックが動かなくなってしまい、街から出られなくなる。
アレックス・シェパード
ジョシュア・シェパード
『サイレントヒル ホームカミング』（以下『HC』）の主人公とその弟。シェパードグレンに住む兄弟。トルーカ湖に遊びにきている。何故かアレックスの足元には鉄パイプが置かれている。
マーフィー・ペンドルトン
『サイレントヒル ダウンプア』（以下『DP』）の主人公。本人もよく判らないままシビル・ベネットによって逮捕される。女の警官によく嫌われるらしい（原作ではエンディング直前まで女性看守のアン・マリー・カニンガムと敵対していた）。
ウォルター・サリバン
『サイレントヒル4』のラストボスだが、今作ではホテルのベルボーイ。独特の雰囲気で周囲の人物には怖がられており、ルームサービスを届けに来た際にケイティに悲鳴を上げさせた。
リサ・ガーランド
『1』の登場人物の看護婦。主人公一行の前を通りかかった所をマットに「赤いカーディガンが似合う」と評される。
ミラ
過去作の「いぬエンディング」などに登場した柴犬。トルーカ湖の浜辺で穴を掘っている。本編でも特定のミッションで護衛対象となる。
他にも直接は登場しないが、モーテルでは「302号室からよく出られなくなる」という『4』の主人公ヘンリー・タウンゼントと思しき客がいる話が聞ける。また、『2』ヒロインのマリアと『4』ヒロインのアイリーンの服を着たマネキンが映るシーンがある。

## クリーチャー
行く先々で主人公の前に現れ、襲いかかる異世界の怪物達。過去の『サイレントヒル』シリーズの歴代作品に登場したクリーチャーが雑魚キャラクターとして登場する。一度倒したクリーチャーはクリーチャーリストに登録され、トロフィーに関連した収集要素になっている。
ほとんどのクリーチャーには弱点となる武器が設定されており、適切な武器の選択が状況の有利不利を左右する要素となっている。

### 通常クリーチャー
血、光、鉄の3タイプの他に8種類の特性が存在しており、場合によっては複数の特性を持った強力なクリーチャーが現れることがある。
- 巨体 - 通常よりも体全体が大きくなっているが動きが遅い。
- 可燃性 - 体全体が燃えているので密着するだけでダメージを受ける。
- 腐食性 - 近接武器などで攻撃すると耐久力が減りやすくなる。
- 暗黒 - 近くにいるだけでライトの光が消える。
- 武器落とし - 攻撃を受けると所持している武器を落としてしまう。
- 自爆 - 体力が0になると数秒後に爆発する。
- 潜伏 - 姿形が透明状態な為、初見では気付きにくい。
- 体力過剰 - 通常よりも体力が倍以上になっている。

エアスクリーマー
『1』より登場。巨大な翼を持つ鳥型のクリーチャー。大きな翼と鋭い爪を持つ。
常に飛行している為、攻撃が当てにくく近付けばダメージを受けてしまう。
爪や翼で攻撃してくるが、大きな翼を使った攻撃が最も威力が高く危険。
ピラミッドヘッド
『2』より登場。金属プレートでできた尖った四角錐のような被り物を身に着けた、処刑人のクリーチャー。人間の身長を超える長大な刀身の「大鉈」を手にしている。
公式な人気投票で「シリーズ最恐のクリーチャー」として1位を獲得するなど（詳細は「#発売時のプロモーション」を参照）、ユーザーに強い印象を与えたクリーチャー。
リーチの長い突きや全周を薙ぎ払う攻撃を行う。絶対に倒せない敵として登場した『2』と違い、本作では普通に倒すことが可能な雑魚クリーチャーとして登場するが、飛び抜けた攻撃力と高い防御力を持ち、扉の近くに配置されていた場合や狭い部屋で遭遇した場合など、しばしば出現と同時に長大な攻撃範囲に主人公を捉え、一撃が致命傷となる攻撃をいきなり仕掛けてくる。また一定ダメージを受けると他のクリーチャーを召喚するが、召喚中は通常の武器攻撃によるダメージを受けなくなり、このときは処刑攻撃や弱点武器などの限られた攻撃でしかダメージを与えることができない。
倒すと大鉈を稀に落とす。
ナース
『2』より登場。よろよろと歩く、ナース服を身にまとった女性型のクリーチャー。長い鉄パイプが武器。
暗闇の中ではあまり動くことはないが、ライトを点けていると活発に動き始める。
攻撃手段は鉄パイプによる近接攻撃のみとなっている。
倒すと鉄パイプを稀に落とす。
ダブルヘッド
『3』より登場。左右に割れた頭を持つ犬型のクリーチャー。
体力は低めであるが、素早く動きながら噛みつき攻撃を行う。
他のクリーチャーと共に現れることが多い。
インセインキャンサー
『3』より登場。醜く膨らんだ肉塊のような姿をした人型のクリーチャー。
動きは鈍いが、怪力と巨体を利用した力任せな攻撃を行う。
倒されると一定時間後に自爆し、広範囲にダメージを与える。自爆の威力はきわめて高く、主人公が巻き込まれると即死する場合がある。ただし武器のうち、倒したクリーチャーを粉砕する効果のある武器でとどめを刺せば自爆を無効化できる。
ゴースト
『4』より登場。常に浮遊している悪霊でウォルター・サリバン事件の犠牲者の成れの果てとされる。
掴みかかる以外の攻撃手段を持たないが、放置していると影に隠れてしまい攻撃が当たらなくなってしまう。
倒されると一度だけ復活し、復活と同時に背後から抱き着いて不意打ちを仕掛けてくることがあるが、二度目の復活はなく2回倒す手間をかければ他のクリーチャー同様に普通に倒せる。
トリーマー
『4』より登場。ヌルヌルとしており、常に震え、ずるずると動き回る蛭の様なクリーチャー。
体当たりによる攻撃を行う。極めて脆弱ではあるが複数で現れることが多い。
ブッチャー
『ZERO』より登場。ブッチャー（精肉店の店員）の名の通りに肉屋のようなエプロンを身に纏った、顔の半分を布で隠した人型クリーチャー。
飛びぬけて高い攻撃力と防御力を持ち、手に持っている巨大な肉切り包丁で袈裟切りや投擲、強烈な衝撃波を発生させるなどの攻撃を行う。接近しすぎると掴み攻撃からの刺突を行うこともある。
ハイパースプレーや火炎放射器でもブッチャーを足止めすることはできず、主人公の攻撃を受けながらでも反撃できる。
倒すと巨大肉切り包丁を稀に落とす。
ストレイトジャケット
『ZERO』より登場。両腕を拘束され虐待された、顔のない人型クリーチャー。
主な攻撃手段は体から吐き出す酸。
近距離では酸の吐瀉物や毒霧の散布を、遠距離では圧縮した酸の弾丸を発射する。また、ダウン状態に限り耐久力が倍増する。
ニードラー
『HC』より登場。四足歩行のクリーチャー。ナイフのように鋭い足で襲い掛かってくる。
鋭い足による袈裟切りや突進による刺突を行い、溜めを作って衝撃波を発生させる攻撃方法を行う。また、主人公を足に引っ掛けてくることがあり、早く振りほどかないとそのまま切り裂かれて大ダメージを受けてしまう。
正面からの攻撃に対する防御力が極めて高いが、一部の武器や攻撃技には弱い。また、タイミングよく防御すると無防備状態となる。
シズム
『HC』より登場。刃物のような頭で無差別に襲い掛かる歪な姿のクリーチャー。
何もしなければ扉付近まで移動し、動くことなく立ち尽くしているが、近付くだけで攻撃的になる。
スウォーム
『HC』より登場。ゴキブリのような形をした、小型の虫型クリーチャー。
常に飛び回っており、近くにいるものに纏わりつく厄介な特性を持つ。主人公に取り付き、振り払うまで継続ダメージを与え続ける攻撃を行う。
ブギーマン
『DP』より登場。トレンチコートに身を包みガスマスクを被った、獰猛な人型クリーチャー。手に持った巨大なハンマーで襲い掛かる。
ハンマーによる攻撃は隙が大きい分極めて強力で、防御をせずにまともに受けると致命的なダメージとなる。
特殊能力として黒い霧を発し、体全体を覆うことであらゆる攻撃を一定期間無効化し、手から噴射することで遠距離攻撃と化する。また、処刑攻撃に対する耐性を持つ。
一度遭遇した標的をどこまでも追い続ける性質を持ち、クリーチャーの中では例外的に、各部屋の扉を超えて移動することが可能。ブギーマンを無視して逃げた場合や、ブギーマンに倒されて入り口やセーブポイントまで戻された場合に主人公の追跡を開始し、通常であればクリーチャーと遭遇することがない通路やハワードのショップ、セーブポイントである図書館など、主人公を追いかけてあらゆる場所に出現する。また、プレイヤーがショップのメニューを開いたり、ゾーンを脱出するためのパズルを解いている最中にも自由に行動でき、主人公に接近して致命傷となる一撃を浴びせることができる。
倒すとブギーマンハンマーを稀に落とす。

### 特殊クリーチャー
以下のクリーチャーは、血、光、鉄のどのタイプにも属さない。
ヴァルティエル
『3』より登場。口数の少ない、悪夢の世界の管理人。ピラミッドヘッドと似た服装の人型クリーチャー。
クリーチャーでありながら、主人公に味方する存在。各ゾーンの入り口で主人公に対してミッションを提示し、ゾーンの出口で達成に伴って報酬を与える。従来と違って人間的な言葉を話す。
フレッシュリップ
『2』より登場。天井から落ちてくる、格子に囲まれた醜いクリーチャー。『2』に登場したものと違い、人の様な顔がある。自身が動くことはできないが、HPが高く、他のクリーチャーを出現させる力を持つ。
マザー
女性の姿をした肉塊のクリーチャー。
床に固定されおり、その場から動くことはない。悪夢の世界にトリーマーを送り込む扉の役目を担っているとされる。
防御力は高いが体力は低い。処刑攻撃に対する耐性を持つ。

### DLCで追加されたクリーチャー
グレイチャイルド
『1』（北米版）より登場。子供のような外見のクリーチャー。
腹から吐き出すナイフで直接斬り付けたり投擲などの攻撃を行う。
複数で出現することが多く、地味に厄介な存在でもある。
ロウショック
『SM』より登場。人間に化けて現れる人型のクリーチャー。まるで他のプレイヤーがマルチプレイに参加したかのように振舞い、襲い掛かって来る。
ブギーマン同様に扉を超えて部屋から外に出ることができ、アイテムや武器を拾ったり、チャットでプレイヤーを惑わすなど特殊な行動を取る。
見た目に反して強力なクリーチャーであり、攻撃の全てが素早い上に高威力と厄介そのもの。
攻撃を受けるまで正体を表すことはなく、狙いを付けることすらできない。原作と違って撃破可能。

### 守護者
各エリアの最後のゾーンで待ち構えるボスキャラクター。雑魚キャラクターと異なり、本作が初出のクリーチャーが登場する。一度でも倒せば、そのゾーンに再挑戦した時にゾーンに直接入るか守護者とすぐに戦うか選択可能。
正体は主人公と関わりある人物の精神の「権化」であり、これを倒すことでその人物の望みを否定し、主人公にとって都合の良い形に現実を書き換えることができる
炎の守護者
炎に包まれたクリーチャーで、デレックの権化。巨大な体躯と炎で主人公の前に立ちはだかる最初のエリアボス。
火炎放射や踏みつけによる攻撃を主とする。近距離では主人公を掴んで炎を浴びせた後に放り投げる攻撃を行う。
森の守護者
樹木のような姿のクリーチャーで、ケイティかマシューの権化。自在に生やせる根と長い腕でテリトリーを脅かす者を排除しにかかる。
腕や根による多彩な攻撃、ウッドサプリングによる物量で攻めてくる。
ウッドサプリング
森の守護者の子供たち。守護者を倒さない限り大量に出現し続ける。
数が多ければ多いだけ本体である守護者へのロックオンが難しくなっていく。
光の守護者
光を放つ心臓によって力を得ている真面目で威厳に溢れたクリーチャー。グレアムの権化。
視界に入ったものは息絶えるまで攻撃し、左手のメイスと光の力を操りながら不届き者に裁きを下す。
第一形態は腕のメイスによる攻撃を行い、第二形態はバリアを張りながら光線を放つ。
第三形態ではバリアそのものを防御だけでなく攻撃として射出するようになる。射出されたバリアにタイミング良く近接攻撃や射撃攻撃を当てて守護者へと跳ね返すことで防御を打ち破れる。
水の守護者
水状の大型クリーチャーで、アシュレイかトレントの権化。本体を隠しつつ腕を自在に分離させながら侵略者を翻弄する。
本体を隠している間は水道管や水の中から現れる複数の腕で攻撃を行う。
本体自体は吸い込みや両腕を叩き付ける攻撃のみで攻撃手段は少ない。
大地の守護者
石と侮蔑の念から成った大型クリーチャーで、メリックの権化。巨大な体躯と岩石を武器に邪魔者を始末しにかかる。
体躯に反して攻撃行動が早く、攻撃力の高さもあって行動のタイミングを間違えれば瀕死に追い込まれる。
一定のダメージを受けると岩石を飛ばすようになり、残り体力が少ないとタックルも行うようになる。
血の守護者
血から力を得ているゼラチン状の大型クリーチャーで、主人公の妹の権化。血や複数の腕による攻撃で侵入者を迎え撃つ。
巨大ベース時は血による多彩な攻撃や、腕を力任せに振るった攻撃を行う。
倒すためには単純に攻撃する以外にも、段階に応じて周囲の機械を破壊したり、ブラッドベイビーを利用して腕を潰していくなど、手順を踏んで攻略していく必要がある。
巨大ベースが破壊されると本体であるブラッドママが出現する。
ブラッドベイビー
血に塗れて生まれた奇形幼虫。触れるか攻撃を当てるだけで一定時間後に破裂する。
ブラッドママ
血の守護者がゼラチン状の巨大ベースから離れた本体。
巨大な体躯で侵入者に襲いかかるが通常のクリーチャーとほとんど体力は変わらない。攻撃も体当たりしかできなくなる。
鉄の守護者
鉄と主人公自身の欲望から生まれた強力なクリーチャーで、主人公を本に誘った張本人。守護者の中では唯一人語を話し、主人公と同じ声で話す。本作の最終ボス。
生成した無数の剣「鉄の刃」を用いた様々な攻撃や、錆びによる床の侵食、クリーチャーの召喚、強烈な威力で殴りかかるパンチといった多彩な手段で主人公を苦しめる。
残り体力に応じて攻撃が過激になっていき、対処が困難になっていく。ただし、パンチ以外の攻撃力は高くはなく、出現位置から最後まで動かないので遠距離攻撃に弱い。

## 武器
戦闘において主人公の助けとなる数々の道具。過去の『サイレントヒル』シリーズの歴代作品に何らかの形で登場したアイテムの数々が武器として登場する。装備している武器は主人公の外見にも反映される。なお単純な攻撃力の違いだけでなく、攻撃モーションや特殊効果、クリーチャーをノックバックさせる性能なども武器ごとに異なるため、コンボアタックが成功するタイミングもそれぞれ異なる。
入手する為にはダンジョン内で拾うか、ハワードのショップで記憶のかけら (MR) を支払って購入する必要がある。耐久力が存在し、近接武器として使用し続けると壊れて失われてしまうが、完全に破損する前に修復用アイテムの「リペアキット」を消費すれば耐久力が全快し、使い続けることができる。射撃武器は基本的には耐久力ではなく銃弾を消費し、使用に関してはアイテム「銃弾パック」を消費することでリロードできるが、射撃武器の中にも近接武器と同様に耐久力を消費して弾丸を発射するタイプも存在する。また弾丸を撃ち尽くした状態の射撃武器を近接武器として使用する場合は近接武器同様に耐久力を消費する。
RPGとしての仕様上、道具を使い続けていると熟練度が溜まってレベルアップする。武器のレベルが上がることでその武器による攻撃の威力が上昇していく。熟練度の上限は主人公のレベルによって上昇し、最大で4段階まで強化することが可能。一度入手した武器は武器リストに登録され、トロフィーに関連した収集要素になっている。
なお、武器を装備していない状態では素手攻撃を繰り出すことができるが、素手では「処刑」や「虐殺」を繰り出すことができないという制限を受ける。

### 近接武器
近接攻撃を主体としており、一般用、作業用、儀式用、美術品など武器とは思えない物も含めて種類が幅広い。
主人公のDEX（器用さ）の値が高いと命中率やクリティカルヒットの確率が高くなる。
例外なくコンボアタックや処刑等の特殊なアクションを行うことが可能だが、腐食などの特性による影響を受けやすい。
ナイフ
片手武器。属性:無
切削に用いられる道具。
リーチは短いが耐久力がそこそこ高く、素早い攻撃モーションにより反撃の機会を与えずコンボアタックや処刑攻撃を行うことができるなど、利便性に優れる。
主人公が最初に手に入れることが可能な武器でもある。
木材
片手武器。属性:森
建築材料として使われるツーバイフォー規格（断面が縦2インチ横4インチ）の角材。
攻撃範囲は広めだが、攻撃力と耐久力の両方に難があり、使い捨てを前提としたような性能となっている。
ナイフ同様に最初に手に入れることが可能な武器。ダブルヘッドに対する弱点武器になる。
鉄パイプ
両手武器。属性:鉄
水道に使われる鉄製の管。
リーチが長く攻撃範囲もそれなりに広いが、攻撃力は並で耐久力はやや低め。
クリーチャーのナースが武器として所持している。ナース自身に対する弱点武器になる。
肉切り包丁
片手武器。属性:鉄、血
肉を切る為に使われる包丁。
ナイフよりも攻撃力と耐久力が若干高い。
モール
両手武器。属性:鉄、光
先端に刺のついた鉄球が取り付けられているハンマー状の武器。
ゲーム序盤に入手できる武器の中では特に長いリーチを持つが、耐久力が低く、やや攻撃の出が遅くコンボアタックの隙が大きい。
メルキオールの小剣
片手武器。属性:鉄
東方の三博士の一人の名を冠した古い短剣。
リーチは短いが振りが早く、ナイフよりも攻撃力が高いが、耐久力がやや低い。
野球バット
両手武器。属性:森
野球で使われる木製の棒状の用具。
ヘビーアタックの威力が高く、ふっ飛ばしやすい。振り自体は遅くないが、コンボアタックのモーションには隙の大きなモーションが含まれる。
消防斧
片手武器。属性:無
叩き切ることを目的にした道具。
攻撃力が高く癖も少ないが、耐久力が低すぎる為にあまり無駄に使うことができない。
バール
片手武器。属性:鉄
釘抜きとして利用される工具。
耐久力が非常に高く攻撃力もそれなりに高い為、惜しみなく使える。
ワインボトル
両手武器。属性:水
ワインが入っているガラス製の瓶。
インセインキャンサーに対する弱点武器になる。
耐久力が非常に低い代わりに壊れても「壊れたワインボトル」としてもう一度使用することができる。
壊れたワインボトル
片手武器へと変化し、形状の変化に伴って攻撃力も高くなる。割れる前より素早いモーションによるコンボアタックや処刑攻撃が可能となるが、耐久力は極めて低い。リペアキットを使用しても壊れる前のワインボトルに戻ることはなく、壊れたワインボトルとしての耐久力しか回復しない。

シャベル
両手武器。属性:大地
土木や家庭菜園などに使われる道具。
攻撃力が並であること以外は耐久力の高さに加えてリーチが長く攻撃範囲が広い。
トリーマーに対する弱点武器になる。
ツルハシ
両手武器。属性:鉄
硬い土や氷を砕く為に使われる道具。
癖がほとんどなく、それでいて攻撃力が高く耐久力もそれなりに高い。
使い込めば十分強力な武器となる。
帰服の剣
両手武器。属性:光、鉄
神秘性に満ちた特殊な中世の剣。
耐久力が低く攻撃力も低いが、血のクリーチャーや一部の守護者に対してのみ攻撃力が倍増する。攻撃の出は遅めだが振りは鋭い。
ゴースト、グレイチャイルド、ロウショックに対する弱点武器という扱いになっているものの、基礎攻撃力が低いため、HPの高いゴーストに対する有効性はかなり薄い。
日本刀
両手武器。属性:鉄、鉄
日本の伝統ある刀。
非常に高い攻撃力とナイフを扱うような速さを併せ持っており、武器としての性能は群を抜いて高い。
ヘビーアタックの威力は絶大であり、大抵のクリーチャーを一、二撃で倒してしまえる程。
本編クリア後にゾーンを進めていると入手可能になる。
ニードラーに対する弱点武器になる。
ギター
両手武器。属性:無
シンプルな赤い弦楽器。ネックの部分を掴んで打撃武器として振り回す。
攻撃力が割と高く、攻撃を当てる度に音が鳴る。振りはきわめて遅くコンボアタックの隙が大きい。
炎の剣
両手武器。属性:火、火
火の力を内包し、形作った特殊な剣。攻撃を当てた対象を燃焼状態にし、継続ダメージを与える。
森のゾーンでのみ攻撃力が上がり、森の守護者に対する弱点武器になる。炎の守護者を倒すと入手できる。
森の剣
両手武器。属性:森、森
森の力を内包し、形作った特殊な剣。
大地のゾーンでのみ攻撃力が上がり、大地の守護者に対する弱点武器になる。森の守護者を倒すと入手できる。
水の剣
両手武器。属性:水、水
水の力を内包し、形作った特殊な剣。一撃当てる度に主人公のHPが1回復する。
火のゾーンでのみ攻撃力が上がり、炎の守護者に対する弱点武器になる。水の守護者を倒すと入手できる。
大地の剣
両手武器。属性:大地、大地
大地の力を内包し、形作った特殊な剣。振りが遅いが、攻撃を受けた対象はノックバックする。
水のゾーンでのみ攻撃力が上がり、水の守護者に対する弱点武器になる。大地の守護者を倒すと入手できる。
鉄の剣
両手武器。属性:鉄、鉄
鉄の力を内包し、形作った特殊な剣。
血と光のゾーンでのみ攻撃力が上がるが、この特性がなくても元から攻撃力が飛び抜けて高い。
特にコンボアタックの威力が突出しており、振りの素早さに加え、リーチが長くて薙ぎ払う範囲も広く、多くの敵クリーチャーを巻き込んで攻撃でき、耐久力もそこそこ高いなど、あらゆる面で高い性能を示す。
一部を除くクリーチャーを倒す際に木っ端微塵に粉砕する効果があり、同様の効果を持つ他の武器と同じく、インセインキャンサーの自爆を無効化する効果を持つ。
本編のラストボスである鉄の守護者との戦闘中に入手可能となり、鉄の守護者自身に対する弱点武器になる。
ビームセーバー (DLC)
両手武器。属性：光
なんでも斬れるとされる棒状の光の剣。
耐久力がやや低めではあるが、リーチがそれなりに長く攻撃力が高い。
強力な武器でありながら入手時期が早く、ライト代わりに使える利点がある。
A.Y.のギター (DLC)
両手武器。属性：無
「A.Y」と言うイニシャルが刻まれている黒のエレキギター。
ギターとほとんど変わりないが、攻撃する度に派手な音色を響かせる。
何故か売値が低い。
松明 (DLC)
片手武器。属性：炎
重厚な鋳鉄製の中性時代の松明。
消防斧とほとんど性能に大差はないが、燃焼による追加ダメージを与えることが可能。
ビームセーバー同様にライト代わりに使える。
枕 (DLC)
両手武器。属性：血
涙と後悔が染み付いた標準仕様の枕。
攻撃力が非常に低い代わりに耐久力が異常なほど高い。なお、他の近接武器同様に処刑攻撃が可能。
キャラメイクの際にジェイムスで始めるか、変身ストーンでジェイムスへと姿形を変えた状態でダンジョンに入ることで購入できるようになる。その後変身ストーンで主人公を作り直しても使い続けることが可能だが、その場合、再入手するためにはその都度変身ストーンを消費して主人公を作り直さねばならない。
実質的にジェイムス専用の武器と言えなくもない。

### 射撃武器
銃器など、遠距離攻撃を行うことを目的としている武器。離れた間合いからクリーチャーを攻撃できる。Lボタンを押し続けてクリーチャーをロックオンしながら撃てば確実に当てることができるが、向きさえ合わせれば命中するため、複数のクリーチャーを相手にする際など、やり方次第では右スティックで向きを調整しながら自由度の高い当て方をすることも可能。
主人公のAGI（敏捷性）の値が高いと命中率やクリティカルヒットの確率が高くなる。
特殊武器や近接武器と異なり、多くは耐久力の代わりに銃弾を消費するタイプで、このためクリーチャーの特性の一つである「腐食」の影響を受けない。消費した銃弾のリロードにはアイテム「銃弾パック」を消費する。射撃武器の装弾数にかかわらず銃弾パック1つの消費で装弾数が最大値まで回復し、片手で装備できるタイプの射撃武器を両手に二丁所持している状態でリロードを行うと、1つの銃弾パックで二丁同時に装填される。
銃弾を打ち尽くした時にリロードを行わなければ、自動的に銃身でクリーチャーを殴りつける攻撃に切り替わり、近接武器として使用することができる。この場合は近接武器と同様に武器の耐久力を消費し、使い続けると破損して失われてしまうが、素手による攻撃と異なり「処刑」「虐殺」などの攻撃技を繰り出すこともできる。
ハンドガン
片手武器。属性:無
装弾数:12 (24)
標準仕様の回転式拳銃。
一発の威力はそれほど高くはないが低くもなく、攻撃ボタンを連打することによってある程度の連射が可能。
二丁持つことで装弾数が倍になり、攻撃力の面で増強される。なお左右の攻撃ボタンを同時に押しても一方しか発射されないが、左右交互に連射することは可能。
ゲームの序盤から入手できる武器のひとつ。エアスクリーマーに対する弱点武器になる。
ショットガン
両手武器。属性:無
装弾数:6（アップデート前）→ 18（アップデート後）
オーソドックスなポンプアクション式の散弾銃。
威力が高く距離が近いほど当たりやすいが、一発ごとの発射間隔が長く連射が利き難い。
サブマシンガン
片手武器。属性:無
装弾数:24 (48)
片手でも手軽に扱える短機関銃。
攻撃ボタンを押しっぱなしにすると自動的に連射する。威力の低さを連射力の高さと手数で補っており、ハンドガン同様、二丁持つことで装弾数が倍になる。なお左右同時に発射することはできない。
装弾数が最も多い為か、非力さを全く感じさせない武器となっている。
アサルトライフル
両手武器。属性:無
装弾数:18
有効射程が長い自動小銃。
攻撃ボタンを押しっぱなしにすると自動的に連射する。威力がそれなりに高くサブマシンガンには僅かに劣るものの連射力も高い。
レーザーガン
片手武器。属性:無
光の弾を発射する未知の技術でできた拳銃。ハンドガン同様、攻撃ボタンの連打による連射や二丁持ちが可能。
射撃武器カテゴリに分類される武器の中では例外的に、銃弾パックを必要としない代わりに耐久力を消費して光弾を放つ。近接武器や特殊武器と同様に耐久力が尽きると壊れて失われ、耐久力の回復にはリペアキットを消費する。また腐食の影響を受ける。
石弓 (DLC)
両手武器。属性：鉄
装弾数:15
弓の部分にファイバーグラス（ガラス繊維強化プラスチック）を用いている現代的な弩（クロスボウ）。矢を射出する設定だが、ゲーム上では他の射撃武器と共通の銃弾パックを消費してリロードを行う。
静音である点を除けばショットガンとほぼ同程度の性能と言える。
大地のゾーンから入手可能になる。

### 特殊武器
近接武器のように接近して攻撃を行う武器と、射撃武器のように遠距離からの攻撃を行う武器が混在するが、どれも特殊な仕様の道具で占められており、近接武器や射撃武器とは扱いがやや異なる。
一部以外は基本的にコンボアタックや処刑、ヘビーアタックを行うことが不可能となっている。
主人公のINT（知力）の値が高いと命中率やクリティカルヒットの確率が高くなる。
スタンガン
片手武器。属性:無
護身用として扱われる携行武器。
攻撃モーションが遅く、攻撃力が低いものの、攻撃がヒットすると対象をスタン状態にする。
ストレイトジャケットに対する弱点武器になる。
ハイパースプレー
片手武器。属性:無
毒ガス入りの特殊な缶スプレー。
極端に攻撃力が低く、攻撃中は隙だらけになるものの、前方の広い攻撃範囲に複数のクリーチャーを巻き込むことが可能で、攻撃ボタンを押しっぱなしにしている間、攻撃範囲にいるクリーチャーを足止めしつつ連続ヒットし続ける。
使用するだけで耐久力を消耗するが、耐久力自体は高く、壊れるまで吹き続けることができる。
スウォームに対する弱点武器になる。
丸鋸
両手武器。属性:鉄
木材等を切断する為に使われる電動工具。
当たったときの威力は高く、一度に複数回ヒットするが、削岩機などと違い、押しっぱなしでも連続ヒットにはならない。攻撃の出が遅くてモーションも長く、攻撃中は隙が大きい。
一部を除くクリーチャーを倒す際に木っ端微塵に粉砕することがある。
シズムに対する弱点武器になる。
削岩機
両手武器。属性:大地
電動ドリル。岩盤に穴をあける（または砕く）機械。
リーチが短く攻撃範囲が極めて狭いものの、攻撃ボタンを押しっぱなしにすれば、敵クリーチャーが死ぬか壊れるかするまで連続ヒットし続ける。連続ヒットさせた時の威力はきわめて高く、瞬時に敵クリーチャーを葬り去ることができるが、攻撃中は隙だらけになり耐久力の消耗が激しい。
ブギーマンハンマー
両手武器。属性:光、光
ブギーマンが使う巨大なハンマー。
攻撃モーションが非常に遅いものの、耐久力がそこそこ高く、攻撃力も高めでリーチが長い。攻撃モーションは近接武器と似るが、ヘビーアタックやコンボアタックは行えない。
血のクリーチャーに対して与えるダメージが高い。ブッチャーに対する弱点武器となる。
巨大肉切り包丁
両手武器。属性:血、血
ブッチャーが使う巨大な包丁。
近接武器に近い性能を持ち、ヘビーアタックやコンボアタック、処刑攻撃なども可能。癖があり耐久力がやや低いが、攻撃力は高い。
一部を除くクリーチャーを倒す際に木っ端微塵に粉砕することがある。ブギーマンに対する弱点武器となる。
大鉈
両手武器。属性:血、鉄
ピラミッドヘッド（レッドピラミッドシング）が使う巨大な鉈。主人公の身長を超える長さの刀身を持つ。
攻撃モーションが遅く耐久力が低めではあるが、リーチが極端に長い。ブギーマンハンマーと巨大肉切り包丁の性能を足した武器と言える。
ブギーマンハンマーなどと同様にヘビーアタックやコンボアタックは行えない。
一部を除くクリーチャーを倒す際に木っ端微塵に粉砕することがある。ピラミッドヘット自身に対する弱点武器となり、通常は武器攻撃によるダメージを与えられない、クリーチャー召喚中のピラミッドヘッドにダメージを与えることができる。
火炎放射器
両手武器。属性:火
対象を焼却することを目的にした軍用兵器。
攻撃ボタンを押し続けることで壊れるまで炎を放射し続けることができるほか、燃焼による追加ダメージを与えることが可能。
ハイパースプレー同様、前方の広い範囲に攻撃でき、使用するだけで耐久力が減少する。
ロビー君人形
片手武器。属性:血、光
マスコットキャラクターのロビー君を模した人形。
攻撃した対象を怯ませてダウンさせる特殊能力を持つ。
裏技を使わなければ入手できない隠しアイテム。2013年4月23日にDLCの発売と同時に、公式Webサイト上で「タイトル画面でコナミコマンドを入力してからゲームを再開する」という趣旨の入手方法が明かされている。
チェーンソー (DLC)
両手武器。属性：鉄、血
42ccのエンジンにバーの長さ18インチの強力な電動ノコギリ。
攻撃ボタンを短く押せば大きく振りかぶって斬りつける攻撃に、押しっぱなしにすれば削岩機同様、突きのモーションから壊れるまで連続ヒットし続ける攻撃になる。攻撃力がやや低く、振るにせよ突くにせよ隙が大きい。
一部以外のクリーチャーを木っ端微塵にする特性がある。
手榴弾 (DLC)
片手武器。属性：大地
使用回数：8 (16)
軍隊で使われる小型の破片手榴弾。
銃弾パックでもリペアキットでも使用回数を回復できない、使い捨て仕様の投擲武器。
攻撃の出が遅く、また近くに投げることはできないため、主人公を狙って接近してくる敵クリーチャーには当たりづらい。当たったときの攻撃力はそこそこ高く、着弾地点を中心に爆発してダメージを与える。
テレビ (DLC)
両手武器。属性：鉄
使用回数：8
時代遅れな木枠の13インチテレビ。敵に投げつけることで攻撃する。
手榴弾同様に使い捨て仕様の投擲武器。
攻撃の出は遅いものの、至近距離からでも攻撃が当たり、着弾地点を中心に爆発してダメージを与える。
大槍 (DLC)
両手武器。属性：血、鉄
汚れた柄に鋭い刃がついた非常に長い槍。
攻撃範囲は狭いがリーチが非常に長く素早く立ち回れるなど、大型武器の中では最も扱いやすい。コンボアタックはできないが、ボタンの長押しで近接武器と同様のヘビーアタックが可能。
運が良ければ早い段階で光のゾーンで発見でき、一種の救済措置的な側面もある。
一部を除くクリーチャーを倒す際に木っ端微塵に粉砕することがある。
プリンセスハート (DLC)
片手武器。属性：光
アニメ番組に登場するアイテムを模したプラスチック製の小型の杖で、フェイクの金メッキと大きな宝石で装飾されている。
女児向けの玩具のような見た目ながら、耐久力を消費して遠距離攻撃を行うことができ、攻撃ボタンを短く押すと連射可能な光弾を、一定期間押しっぱなしにすると、貯め動作の後に強力なレーザー光線を発射する。光弾は相手をロックオンしていない場合は一直線に射出されるが、相手をロックオンしていると2方向に分裂する誘導弾になる。レーザー光線は発射までが隙だらけで、照射中はその場から動けないものの、耐久力の消費が極めて少なく、攻撃ボタンを離すまで継続してダメージを与え続けることができ、画面外まで瞬間的に攻撃判定が到達し、向きを変えながら全周を薙ぎ払ったり、標的をロックオンして追尾したりすることが可能。
テレビのリモコン (DLC)
片手武器。属性：無
60年代初期の標準型のテレビリモートコントローラー。
クリーチャーの姿形を別のクリーチャーに変える特殊機能が備わっている。

## 工芸品
能力値を強化する為の装備品。過去の『サイレントヒル』シリーズの歴代作品に何らかの形で登場した縁の品々も多い。一度入手した工芸品は工芸品リストに登録され、トロフィーに関連した収集要素になっている。
中にはステータスに影響しない物もあるが、それらは特殊ED（ジョークエンド）を見る為に必要となっている。
アグラオフォティスの首飾り
STR+2 VIT-1 MND+3
雨の女神のアメジスト
VIT+3 MND+3
ソロモンの護符
STR+1 VIT+1 MND+3
古代杉のお香
STR-1 VIT+1 MND+3
タロットカード
MND+1 INT+2
輸血パック
VIT+3
小枝の束
DEX+1 VIT+1
ろう人形の彫刻
DEX+1 AGI+1
儀式用チョーク
STR+1 AGI+3 MND+2
チャミュエルの紅水晶
VIT+1
チャネリングストーン
特殊ED（ジョークエンド）用。本編クリア後にゾーンを少し進めると購入可能。
木炭
STR+1 INT+1
竹筒
DEX+2 AGI+2
メルクリウスの紋章
STR-1 VIT+3 AGI+1
ドッグタグ
本来のドッグタグではなく、「犬」と書かれたタグ。特殊ED（ジョークエンド）用だが、その中では唯一クリア前にミッションで手に入る。
法王のエンブレム
DEX+3
牙のネックレス
STR+3
悪夢除け
AGI+1 MND+1
ミネラルウォーター
VIT+3
矢じり
STR+1 VIT+1 MND+1
腐ったプリン
STR-1 VIT+3
金のアンク
STR-1 DEX+4 VIT-1
太陽の聖環
AGI+1 MND+2
家宝の指輪
DEX+3 AGI+1 INT+2
ホーリーキャンドル
STR+1 MND+2 INT+2
珊瑚色の角
STR+2 DEX+3 VIT+3
注射器
DEX+2 VIT+2 AGI-2
スクレイパーの奇形骨
STR+1 DEX+1 INT+1
人魚の心臓
DEX+2 VIT+2
蹄鉄
STR+3 DEX-1
猿の手
STR-4 DEX-4 VIT+5
蛾の化石
VIT+1 AGI+1 INT+1
バルサザーの樹脂
DEX+1 VIT+3 AGI+3
黒曜石の酒杯
DEX+3 AGI+1 MND-1
怪しげな香水
DEX-1 VIT+2 INT+2
オイルライター
INT+3
フィンガートラップ
STR+5 DEX-2 INT-5
警察バッジ
STR+1 AGI+3 INT+1
カラスの紅眼
STR+1 AGI+2 INT+2
種の入った袋
MND+3
蛇の腕輪
STR+3 DEX+3 AGI+3
嘆きの悪魔の魂
VIT+1 MND+3
メタトロンの護符
AGI-1 MND+2 INT+2
予言の書
DEX-4 MND+1 INT+4
謎のキノコ
STR-3 VIT-2 MND+3
白の香油
STR-1 VIT+3 INT+2
白の羽
特殊ED（ジョークエンド）用。本編クリア後に購入可能。
ヘカテーの魔剣
STR+1 VIT-1 MND+3
枯れた花束
MND+3
守護者の木像
DEX+3 AGI-2 MND+2
バターケーキ (DLC)
DEX-1 VIT+5 AGI-1
血にまみれた戦の宝冠 (DLC)
STR+5
アヒルのドーンピンバッジ (DLC)
VIT-2 MND+3 INT+3
ウロボロスの円盤 (DLC)
MND+6
妖精のペンダント (DLC)
DEX+2 VIT+2 MND+2
馬のヒューイピンバッジ (DLC)
STR+3 VIT-2 AGI+3
ジャンジーのドンドンダ (DLC)
STR+3 DEX+2 VIT+1
宝石で飾られた征服の宝冠 (DLC)
INT+5
猫のキャシーピンバッジ (DLC)
DEX+3 VIT-2 MND+3
ロビー君ピンバッジ (DLC)
STR+3 VIT-2 MND+3
先の尖った死の宝冠 (DLC)
MND+5
マクスウェルの石 (DLC)
STR-6 DEX-6 VIT-6
UFOのプラモデル (DLC)
STR-2 DEX-3 AGI+5
蔦状の飢餓の宝冠 (DLC)
VIT+5

## エンディング
本作ではラストボスを除く守護者の撃破時に手に入るメモの属性に応じてエンディングが分岐する。ラストボス撃破時に所持しているメモに応じて最後のメモが変化し、対応したエンディングが始まる。エンディングはいずれも本に描かれた未来が主人公によって語られる形式となっている。
本編クリア後にもメモの内容を変化させてからラストボスに再戦を挑めば、別のエンディングを見ることができる。また、一度見たエンディングはタイトル画面のメニューから閲覧できるリストに登録され、トロフィーに関連した収集要素にもなっている。
Pure Light
私欲を捨て、本を人のためだけに使うことを決意した主人公。書き換えで生じた不幸を自分が引き受けることで本の影響を抑えられると知り、多くの人々を幸せにしていったが、その代償で自身は徐々に衰弱していき、やがて死を迎える。
守護者のメモをほぼ光のみで塗り固めた場合のエンディング。
Light
主人公は本を封印し、二度と使わないことを決意して日常に戻っていった。しかしその意志とは裏腹に周囲では事故や事件が多発し、多くの人々が不幸に陥っていく。そんな中、主人公は「何も変える必要はない」と必死に自分に言い聞かせる。
守護者のメモが光の方が多かった場合のエンディング。
Neutral
実験を続けた主人公は遂に本の力を上手くコントロールできるようになり、世の中を完璧なものにしようとする。しかしそれは全て、実は精神病患者であった主人公の妄想であった。
守護者のメモが光と血で同数だった場合のエンディング。
Blood
主人公は本を破壊しようと様々な手を試し、焼却する形で処分に成功する。安堵する主人公だが、目の前で燃えているはずの本が背後にあることにまだ気付いてはいなかった。
守護者のメモが血の方が多かった場合のエンディング。
Pure Blood
主人公は本を私利私欲の為に使い、富も名声も恋人も手に入れるがやがて疑心暗鬼に陥り、私兵を雇って屋敷に閉じこもるようになる。しかしある日、いつものように本を開くと、全てのページが白紙と化していた。
守護者のメモをほぼ血のみで塗り固めた場合のエンディング。
Joke
主人公は「忘れられない休暇」を過ごす為、友人達と一緒にサイレントヒルを訪れる。そこで歴代のサイレントヒルシリーズキャラ達と遭遇する。
過去作の「UFOエンディング」や「いぬエンディング」にあたるコメディ調の隠しエンディング。ドッグタグ、白の羽、チャネリングストーンを装備してラストボスを倒すと分岐する。
このエンディングでは本の内容が漫画に変化し、登場人物がイラストで描かれたコミック風のムービーで展開する。ただし、他のエンディングと違って日本語吹き替えはされていない。

## 主題歌
オープニングテーマ「Now We're Free」
作曲/作詞：ダニエル・リヒト、唄： メアリー・エリザベス・マクグリン
エンディングテーマ「Love Psalm」
作曲/作詞：トロイ・ベイカー/ロブ・キング、原曲：山岡晃、唄：メアリー・エリザベス・マクグリン
『サイレントヒル2』の同名エンディングテーマのボーカル版。

## 発売時のプロモーション
- 東京ゲームショウ2012では体験希望者が続出したことから、一時的に列の募集を休止するなどの対応が施された。
- 2012年11月に行われた今作の発売日発表にあわせて公式サイトがリニューアルされ、さらに公式Facebookが始動した[1]。
- 本作の発売を記念した企画として、「サイレントヒル最恐クリーチャー フィギュア化キャンペーン」と題した、シリーズ中で最も怖いクリーチャーを選出するというテーマの人気投票が公式Webサイト上で行われ[206]、本作にも登場するピラミッドヘッドが1位に選出された[155]。